# Dobrochov
Dobrochov é uma comuna checa localizada na região de Olomouc, distrito de Prostějov.